# Formicoxenus diversipilosus
Formicoxenus diversipilosus är en myrart som först beskrevs av Smith 1939.  Formicoxenus diversipilosus ingår i släktet Formicoxenus och familjen myror. Inga underarter finns listade i Catalogue of Life.

## Bildgalleri

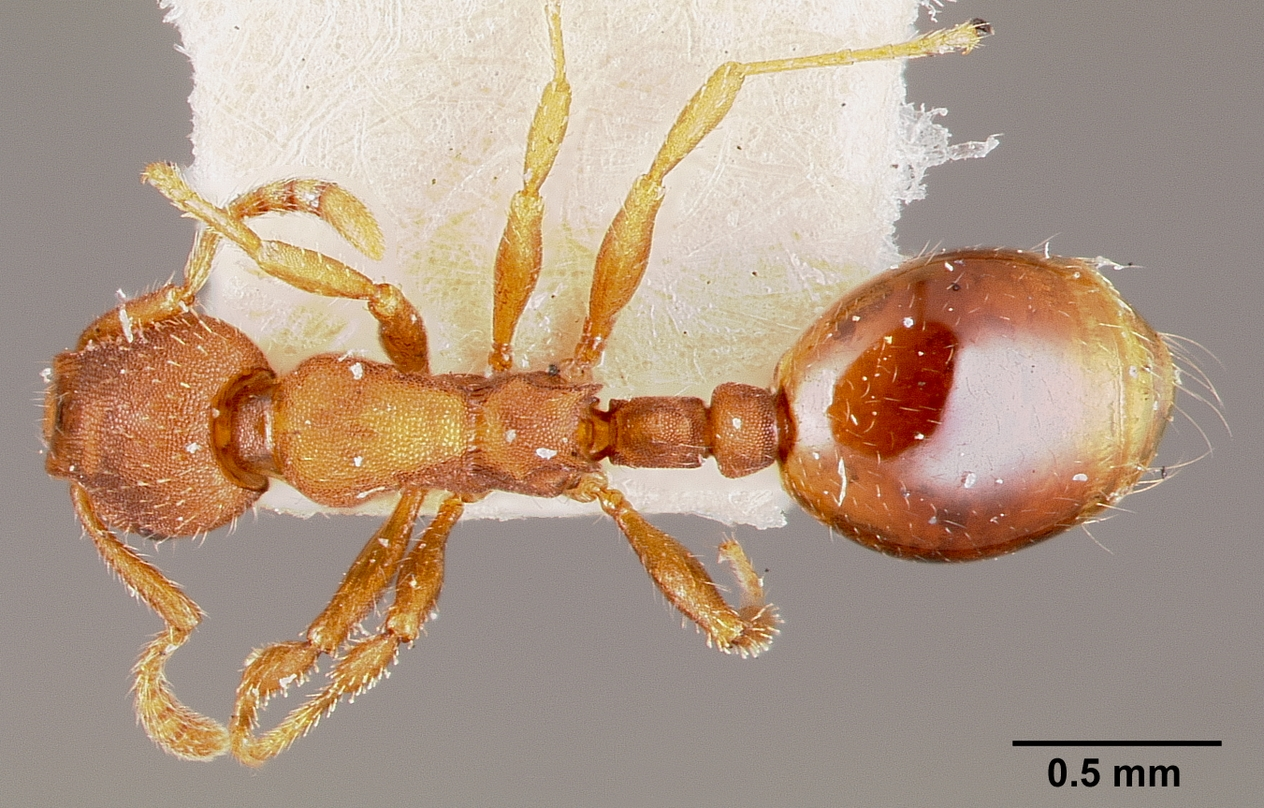
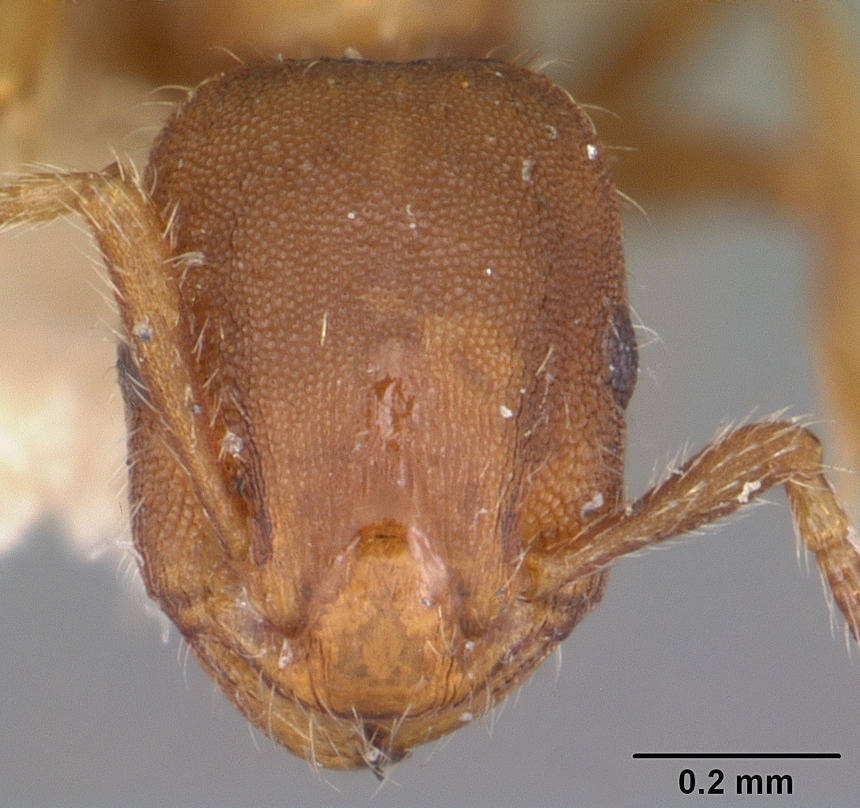
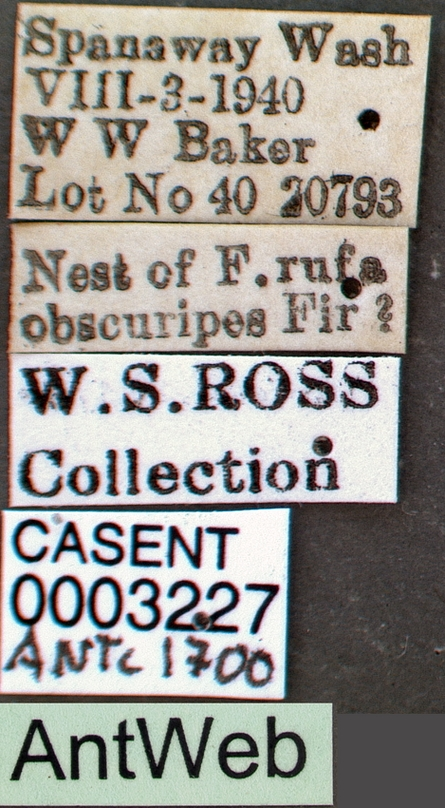
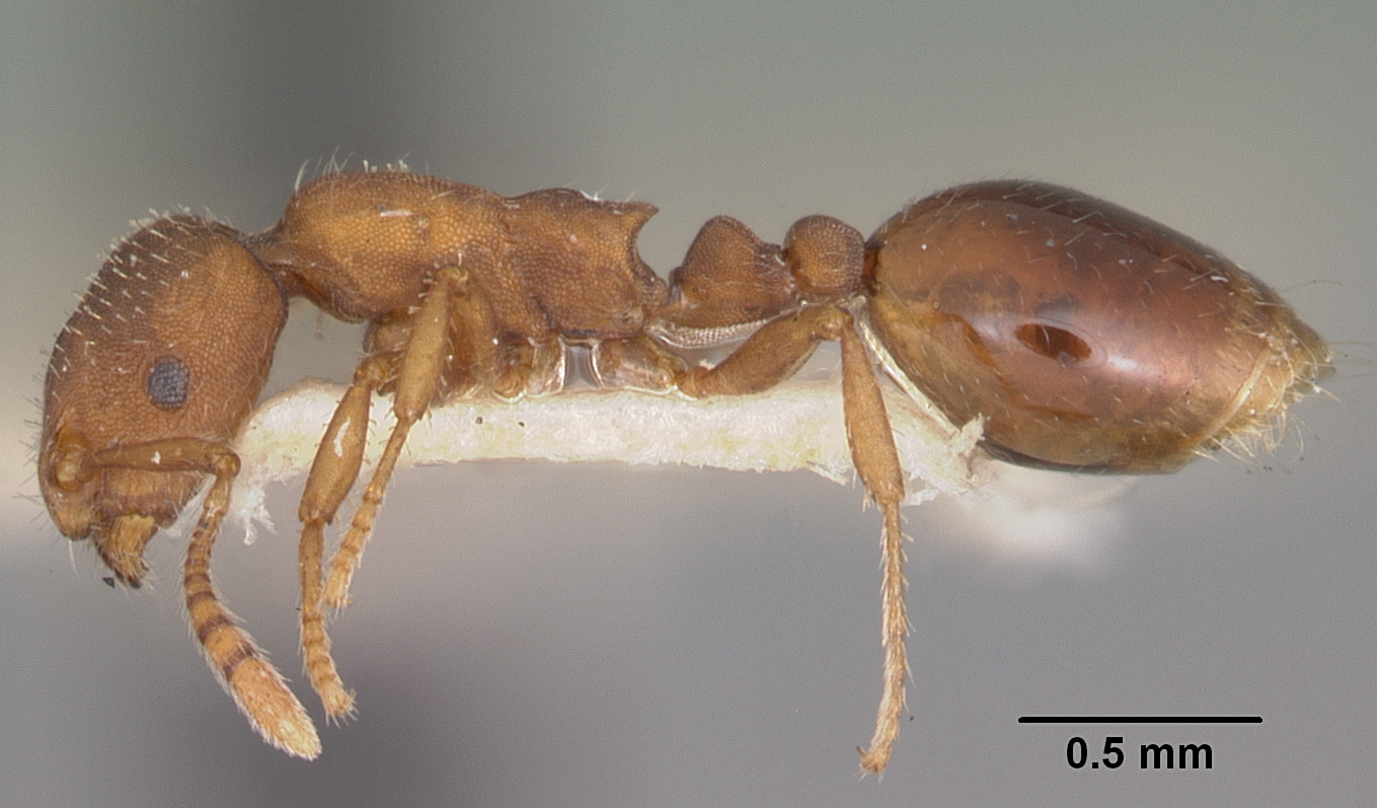
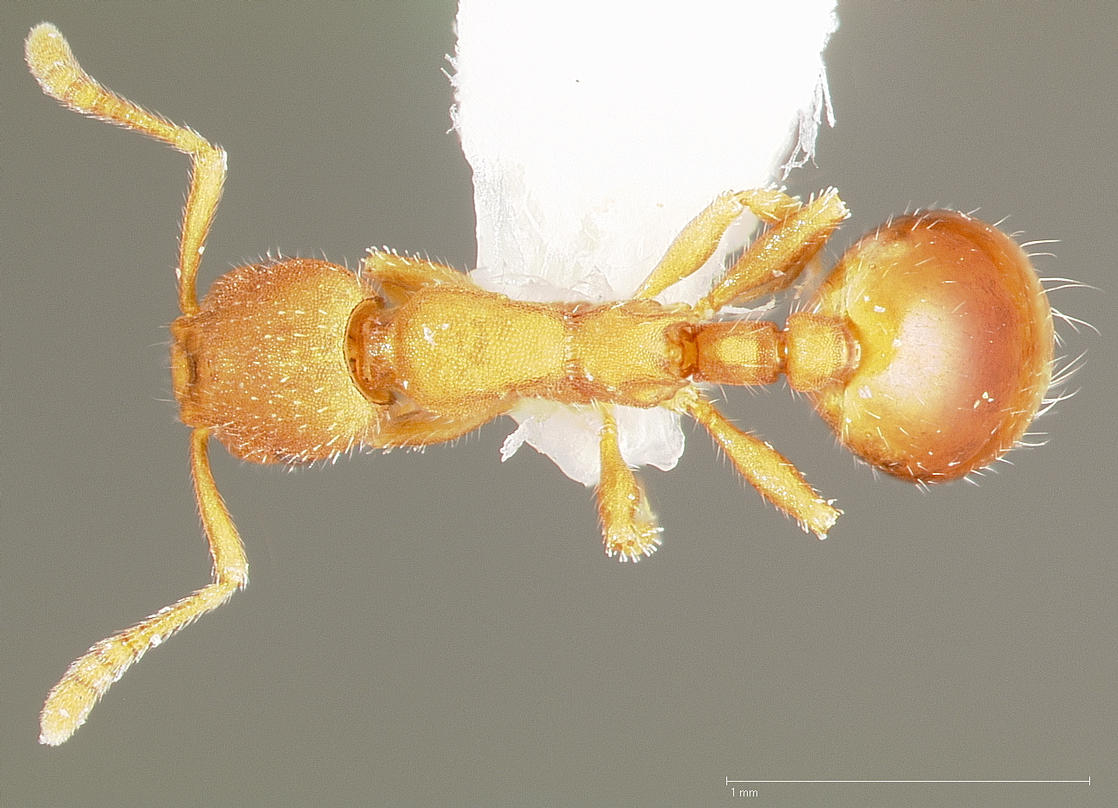
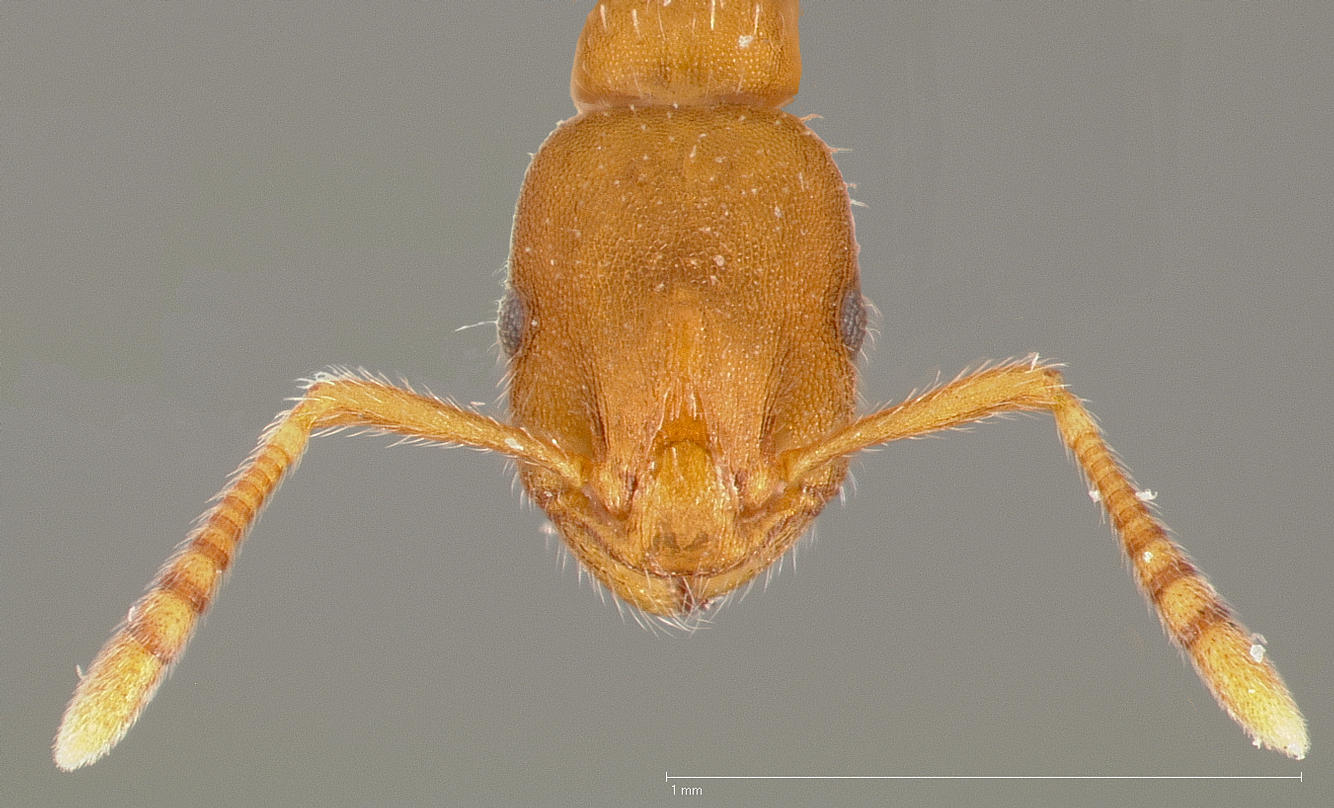